# Ptasznikowate
Ptasznikowate (Theraphosidae) – rodzina pająków z podrzędu Opisthothelae i infrarzędu ptaszników (Mygalomorphae). Obejmuje ok. 1148 opisanych gatunków ulokowanych w 175 rodzajach, najczęściej dużych pająków o bardzo różnorodnym ubarwieniu.

## Występowanie
Przedstawiciele rodziny występują na wszystkich kontynentach oprócz Antarktydy, jednak najliczniej reprezentowani są w strefie tropikalnej i subtropikalnej. Największą różnorodność osiągają w krainie neotropikalnej, gdzie występuje prawie połowa znanych rodzajów. Liczni są także w krainie etiopskiej (około ¼ rodzajów) i orientalnej (ponad 10% rodzajów). W Europie występują tylko 2 rodzaje: Ischnocolus (śródziemnomorska Hiszpania i Sycylia) oraz Chaetopelma (Kreta). W Stanach Zjednoczonych (Nearktyka) występuje naturalnie tylko rodzaj Aphonopelma, za to reprezentowany tam przez ponad 50 gatunków. Zasiedlają Kalifornię, Nevadę, Kolorado, Kansas, Arizonę, Nowy Meksyk, Teksas oraz częściowo Missouri, Arkansas i Luizjanę.

## Opis
Ptasznikowate to w większości duże pająki. Największe gatunki, jak Theraphosa blondi, dorastają do 10 cm długości ciała i 30 cm rozpiętości odnóży, podczas gdy samce najmniejszych gatunków, jak Aphonopelma paloma i Cyriocosmus elegans, osiągają dojrzałość przy długości ciała poniżej 1,5 cm. Ich ciało porośnięte jest dwoma rodzajami włosków: krótszymi i dłuższymi, ochronnymi. U większych gatunków włoski ochronne są dłuższe i liczniejsze, przez co pająk wygląda na bardziej "puchatego", u mniejszych zaś są krótsze i silniej rozproszone nadając wygląd bardziej aksamitny.
Cechami rodziny o charakterze autapomorfii są dobrze rozwinięte kępki włosków przypazurkowych i scopulae. Ponadto występowanie scopulae na wszystkich stopach uznaje się za synapomorfię. Wszystkie gatunki mają na opistosomie parzące włoski, a większość ma częściowo zredukowaną liczbę kolców na odnóżach dwóch ostatnich par. Podobnie jak Paratropididae mają dobrze rozwinięte płaty szczękowe.

## Tryb życia
Ptaszniki żyją na drzewach, w dziuplach, w szczelinach skalnych lub w norkach wykopanych w ziemi. Zazwyczaj nie budują sieci łownych, polują aktywnie, głównie w nocy. Pajęczynę wykorzystują do budowy gniazda lub kokonów. Można je spotkać zarówno na terenach półpustynnych, jak i w chłodniejszych rejonach górzystych.
Ptaszniki, w zależności od gatunku, dojrzewają w ciągu 1–5 lat, samce nieznacznie szybciej. Duży wpływ na dorastanie ma temperatura i obfitość pokarmu (im wyższe wartości, tym szybszy metabolizm, dojrzewanie i krótsze życie). Samiec po ostatniej wylince ma kilka miesięcy życia, zwykle przestaje jeść, uzupełniając tylko zapasy płynów i wyrusza na poszukiwanie samicy. Podczas kopulacji często ginie zjedzony przez partnerkę. Samice mogą dożyć 20 lat.

### Preferencje pokarmowe
Głównym pokarmem ptaszników są bezkręgowce, czasem drobne kręgowce. Wbrew nazwie, ptaki czy też gryzonie padają ich ofiarą nadzwyczaj rzadko.

## Jad
W związku z tym, że ofiarami ptasznikowatych padają nie tylko bezkręgowce ale także drobne kręgowce z różnych gromad, ich jad działa toksycznie na szerokie spektrum gatunków. Skład jadu jest bardzo skomplikowany. Zawiera on różne peptydy, enzymy i substancje drobnocząsteczkowe. Spośród tych ostatnich wykryto m.in. jony potasu (K+), kwas cytrynowy, nukleotydy, histaminę, oktopaminę, serotoninę, acetylocholinę i acylopoliaminy. Głównym składnikiem są peptydy, których w jadzie ptasznikowatych wykryto do 2011 ponad 1000. Dominują wśród nich bogate w disiarczki peptydy o masie 2,6–7,2 Da, które działają neurotoksycznie. Określane są one jako theraphotoxines (od nazwy rodziny) i stanowią około 25% wszystkich znanych toksyn pajęczych. Około ⅓ z nich oddziałuje na kanały potasowe, około ¼ na kanały wapniowe i tyle samo na sodowe.

### Wpływ na człowieka
Udokumentowane są przypadki śmierci po ukąszeniu przez ptasznika. W jednak większości przypadków skutkiem ukąszenia jest krwawienie z pozostawionej rany i ból, rzadko nudności czy wymioty – nie jest więc groźne dla życia. Niektóre gatunki australijskie są jednak w stanie zabić psa, a ukąszenie niektórych gatunków azjatyckich i afrykańskich powodować może poważniejsze skutki u ludzi. Np. gatunki z rodzaju Poecilotheria wstrzykują jednorazowo bardzo dużą dawkę jadu, a skutki ich ukąszeń obejmują silny ból, opuchliznę, wymioty, utrzymujące się nawet przez kilka tygodni drgawki, problemy z oddychaniem, podwyższone tętno, utratę przytomności, a nawet migotanie przedsionków. Do innych rodzajów uznawanych za silnie jadowite i agresywne należą m.in. Citharischius, Chilobrachys, Ornithoctonus, Selenocosmia, Ceratogyrus, Hysterocrates, Stromatopelma, Haplopelma, Heteroscodra, Harpactira oraz Pterinochilus.
Natomiast za ptaszniki, o słabszym jadzie, uchodzą np. amerykańskie ptaszniki z rodzajów Brachypelma, Grammostola, Nhandu, Psalmopoeus, Trixopelma, Xenesthis, Vitalius, Phormictopus, Iridopelma, Bonnetina, Avicularia, Aphonopelma, Lasiodora.

## Systematyka

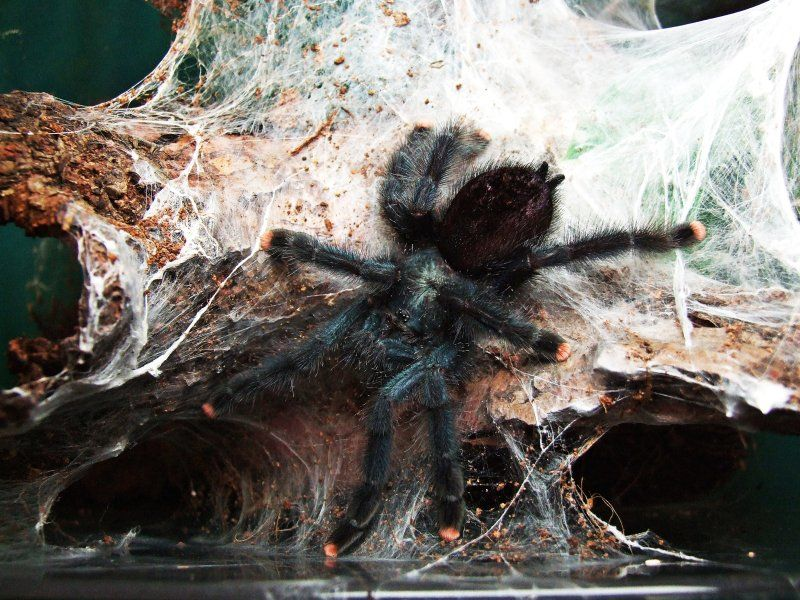
Młoda samica Avicularia velutina

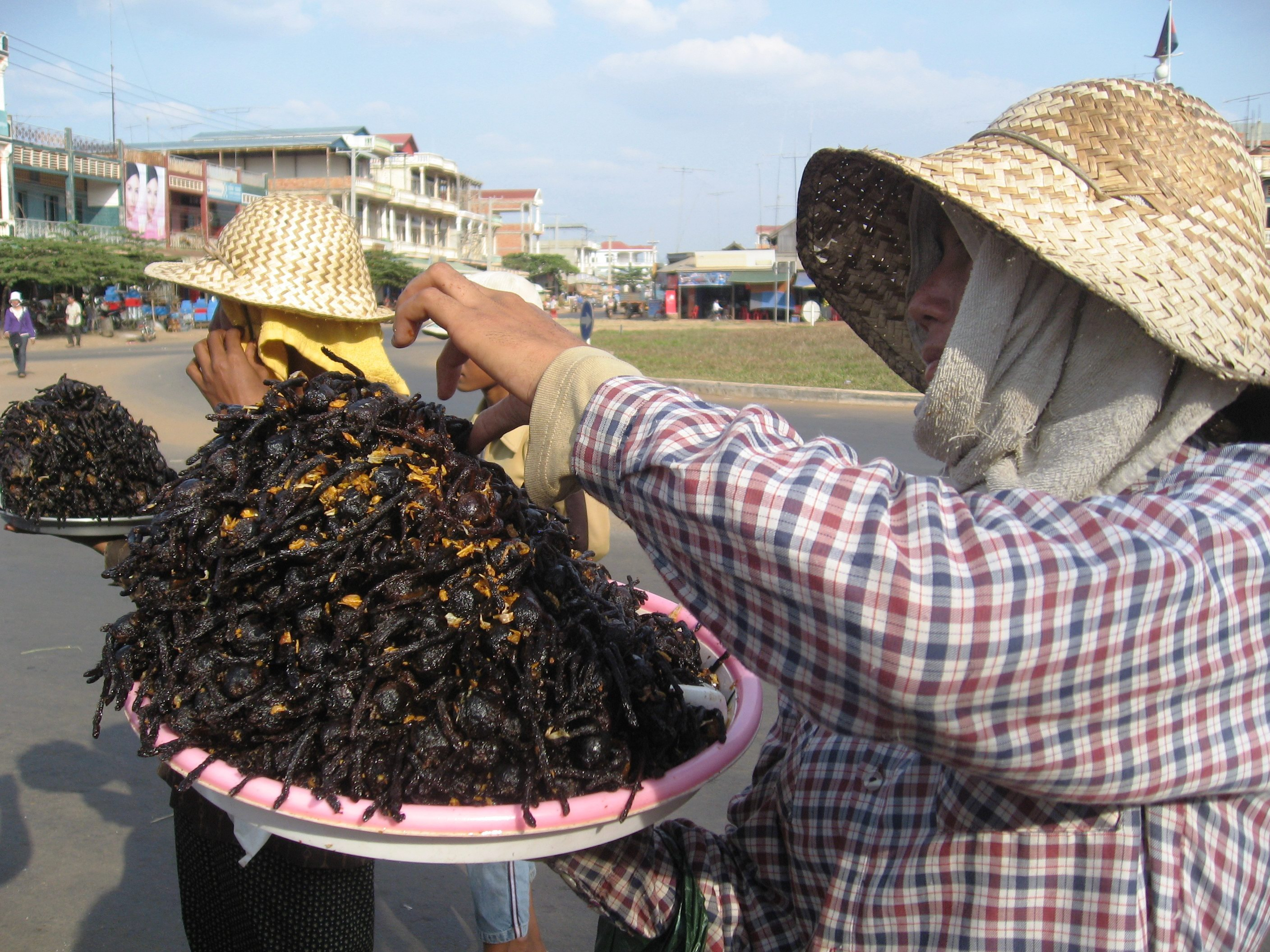
Na Półwyspie Indochińskim ptaszniki są artykułem spożywczym. Tu prażone ptaszniki w Skun w Kambodży

Ptasznikowate są największą rodziną z infrarzędu ptaszników, a analizy filogenetyczne potwierdzają jej monofiletyzm. Do marca 2017 opisano 1039 ich gatunków z 156 rodzajów. Klasyfikuje się je w 11 podrodzinach:
- Aviculariinae
- Eumenophorinae
- Harpactirinae
- Ischnocolinae
- Ornithoctoninae
- Schismatothelinae
- Selenogyrinae
- Selenocosmiinae
- Stromatopelminae
- Theraphosinae
- Thrigmopoeinae

Wykaz rodzajów według stanu na sierpień 2022 przedstawia się następująco:

- Acanthopelma F. O. Pickard-Cambridge, 1897
- Acanthoscurria Ausserer, 1871
- Acentropelma Pocock, 1901
- Aenigmarachne Schmidt, 2005
- Agnostopelma Pérez-Miles & Weinmann, 2010
- Aguapanela Perafán & Cifuentes, 2015
- Amazonius Cifuentes & Bertani, 2022
- Annandaliella Hirst, 1909
- Anoploscelus Pocock, 1897
- Anqasha Sherwood & Gabriel, 2022
- Antikuna Kaderka, Ferretti, West, Lüddecke & Hüsser, 2021
- Antillena Fukushima & Bertani, 2017
- Aphonopelma Pocock, 1901
- Augacephalus Gallon, 2002
- Avicularia Lamarck, 1818
- Bacillochilus Gallon, 2010
- Batesiella Pocock, 1903
- Birupes Gabriel & Sherwood, 2019
- Bistriopelma Kaderka, 2015
- Bonnetina Vol, 2000
- Brachionopus Pocock, 1897
- Brachypelma Simon, 1891
- Bumba Pérez-Miles, Bonaldo & Miglio, 2014
- Cardiopelma Vol, 1999
- Caribena Fukushima & Bertani, 2017
- Catanduba Yamamoto, Lucas & Brescovit, 2012
- Catumiri Guadanucci, 2004
- Ceratogyrus Pocock, 1897
- Chaetopelma Ausserer, 1871
- Chilobrachys Karsch, 1892
- Chromatopelma Schmidt, 1995
- Citharacanthus Pocock, 1901
- Citharognathus Pocock, 1895
- Clavopelma Chamberlin, 1940
- Coremiocnemis Simon, 1892
- Cotztetlana Mendoza, 2012
- Crassicrus Reichling & West, 1996
- Cubanana Ortiz, 2008
- Cyclosternum Ausserer, 1871
- Cymbiapophysa Gabriel & Sherwood, 2020
- Cyriocosmus Simon, 1903
- Cyriopagopus Simon, 1887
- Cyrtopholis Simon, 1892
- Davus O. Pickard-Cambridge, 1892
- Dolichothele Mello-Leitão, 1923
- Encyocratella Strand, 1907
- Encyocrates Simon, 1892
- Ephebopus Simon, 1892
- Euathlus Ausserer, 1875
- Eucratoscelus Pocock, 1898
- Eumenophorus Pocock, 1897
- Eupalaestrus Pocock, 1901
- Euphrictus Hirst, 1908
- Euthycaelus Simon, 1889
- Grammostola Simon, 1892
- Guyruita Guadanucci et al., 2007
- Hapalopus Ausserer, 1875
- Hapalotremus Simon, 1903
- Haploclastus Simon, 1892
- Haplocosmia Schmidt & von Wirth, 1996
- Harpactira Ausserer, 1871
- Harpactirella Purcell, 1902
- Hemirrhagus Simon, 1903
- Heterophrictus Pocock, 1900
- Heteroscodra Pocock, 1899
- Heterothele Karsch, 1879
- Holothele Karsch, 1879
- Homoeomma Ausserer, 1871
- Hysterocrates Simon, 1892
- Idiothele Hewitt, 1919
- Iridopelma Pocock, 1901
- Ischnocolus Ausserer, 1871
- Kankuamo Perafán, Galvis & Pérez-Miles, 2016
- Kochiana Fukushima, Nagahama & Bertani, 2008
- Lampropelma Simon, 1892
- Lasiodora C. L. Koch, 1850
- Lasiodorides Schmidt & Bischoff, 1997
- Longilyra Gabriel, 2014
- Loxomphalia Simon, 1889
- Loxoptygus Simon, 1903
- Lyrognathus Pocock, 1895
- Magnacarina Mendoza, Locht, Kaderka, Medina & Pérez-Miles, 2016
- Mascaraneus Gallon, 2005
- Megaphobema Pocock, 1901
- Melloina Brignoli, 1985
- Melognathus Chamberlin, 1917
- Metriopelma Becker, 1878
- Miaschistopus Pocock, 1897
- Monocentropus Pocock, 1897
- Munduruku Miglio, Bonaldo & Pérez-MIles, 2013
- Murphyarachne Sherwood & Gabriel, 2022
- Mygalarachne Ausserer, 1871
- Myostola Simon, 1903
- Neischnocolus Petrunkevitch, 1925
- Neoheterophrictus Siliwal & Raven, 2012
- Neoholothele Guadanucci & Weinmann, 2015
- Neostenotarsus Pribik & Weinmann, 2004
- Nesiergus Simon, 1903
- Nesipelma Schmidt & Kovarik, 1996
- Nhandu Lucas, 1983
- Omothymus Thorell, 1891
- Ornithoctonus Pocock, 1892
- Orphnaecus Simon, 1892
- Ozopactus Simon, 1889
- Pachistopelma Pocock, 1901
- Pamphobeteus Pocock, 1901
- Pelinobius Karsch, 1885
- Phlogiellus Pocock, 1897
- Phoneyusa Karsch, 1884
- Phormictopus Pocock, 1901
- Phormingochilus Pocock, 1895
- Phrixotrichus Simon, 1889
- Plesiopelma Pocock, 1901
- Plesiophrictus Pocock, 1899
- Poecilotheria Simon, 1885
- Proshapalopus Mello-Leitão, 1923
- Psalistops Simon, 1889
- Psalmopoeus Pocock, 1895
- Psednocnemis West, Nunn & Hogg, 2012
- Pseudhapalopus Strand, 1907
- Pseudoschizopelma Smith, 1995
- Pterinochilus Pocock, 1897
- Pterinopelma Pocock, 1901
- Reichlingia Rudloff, 2001
- Reversopelma Schmidt, 2001
- Sahydroaraneus Mirza & Sanap, 2014
- Sandinista Longhorn & Gabriel, 2019
- Schismatothele Karsch, 1879
- Schizopelma F. O. Pickard-Cambridge, 1897
- Scopelobates Simon, 1903
- Selenocosmia Ausserer, 1871
- Selenogyrus Pocock, 1897
- Selenotholus Hogg, 1902
- Selenotypus Pocock, 1895
- Sericopelma Ausserer, 1875
- Sickius Soares & Camargo, 1948
- Sphaerobothria Karsch, 1879
- Spinosatibiapalpus Gabriel & Sherwood, 2020
- Stichoplastoris Rudloff, 1997
- Stromatopelma Karsch, 1881
- Taksinus Songsangchote, Sippawat, Khaikaew & Chomphuphuang, 2022
- Tapinauchenius Ausserer, 1871
- Theraphosa Thorell, 1870
- Thrigmopoeus Pocock, 1899
- Thrixopelma Schmidt, 1994
- Tliltocatl Mendoza & Francke, 2020
- Tmesiphantes Simon, 1892
- Trichognathella Gallon, 2004
- Trichopelma Simon, 1888
- Typhochlaena C. L. Koch, 1850
- Umbyquyra Gargiulo, Brescovit & Lucas, 2018
- Vitalius Lucas, Silva & Bertani, 1993
- Xenesthis Simon, 1891
- Yanomamius Bertani & Almeida, 2021
- Ybyrapora Fukushima & Bertani, 2017